# 마쓰마에 가네히로
마쓰마에 가네히로(일본어: 松前兼廣, まつまえ かねひろ){? ~ 1626년)는 마쓰마에번의 2대 번주 마쓰마에 긴히로의 장남이다. 1626년 사망하여 동생 우지히로(氏廣)가 후계자가 되었다.